# 6632 Scoon
6632 Scoon è un asteroide della fascia principale. Scoperto nel 1984, presenta un'orbita caratterizzata da un semiasse maggiore pari a 2,4120372 au e da un'eccentricità di 0,1174613, inclinata di 6,99564° rispetto all'eclittica.
L'asteroide è dedicato all'astronomo britannico George E. N. Scoon.